# غاري وودز (لاعب كرة قاعدة)
غاري وودز (بالإنجليزية: Gary Woods)‏ هو لاعب كرة قاعدة أمريكي، ولد في 20 يوليو 1954 في سانتا باربارا في الولايات المتحدة، وتوفي في 19 فبراير 2015 في سولفانغ في الولايات المتحدة.

## وصلات خارجية
- غاري وودز على موقع دوري كرة القاعدة الرئيسي (الإنجليزية)
- غاري وودز على موقعبيزبول رفرنس.كوم (الدوري الرئيسي) (الإنجليزية)
- غاري وودز على موقعبيزبول رفرنس.كوم (الدوري الثانوي) (الإنجليزية)